# Nadleśnictwo Krzystkowice
Nadleśnictwo Krzystkowice – nadleśnictwo należące do Regionalnej Dyrekcji Lasów Państwowych w Zielonej Górze, położone na terenie powiatów: krośnieńskiego (gmina Dąbie, gmina Bobrowice), zielonogórskiego (gmina Świdnica, gmina Nowogród Bobrzański), żagańskiego (gmina Żagań, gmina Brzeźnica) i żarskiego (gmina Żary, gmina Jasień, gmina Lubsko). 
Obejmuje 32 112 ,97 ha powierzchni. Obszar nadleśnictwa pokrywa głównie ubogi bór sosnowy, siedliska borowe stanowią ok. 84 % powierzchni nadleśnictwa. Lesistość wynosi 59,8%.